# 苏军纪念碑 (潘科)
苏军纪念碑是位于德國柏林潘科的一座纪念馆，建于1947年5月至1949年11月期间，它占地30000 平方米。纪念馆内有柏林最大的苏联紅軍墓地，也是俄羅斯及未來欧洲最大的苏联紅軍墓地。墓地內埋葬著在柏林戰役中阵亡的13,200名苏联紅軍。